# عاشورا (موشک)

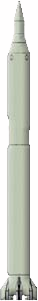

در تاریخ نوامبر ۲۰۰۷، وزیر دفاع ایران، مصطفی محمد نجار، اعلام کرد ایران یک موشک جدید با نام عاشورا با برد ۲٬۰۰۰ کیلومتر را ساخته است. نجار گفت:«جمهوری اسلامی ایران قصد حمله‌ به کشورها را ندارد. اما اگر کسی بخواهد به ایران حمله کند با پاسخ خردکننده نیروهای مسلح مواجه خواهد شد.» اما اشاره‌ ای نکرد که این موشک با موشک شهاب-۳ با برد ۲٬۱۰۰ کیلومتر چه تفاوتی دارد. او در مانور آن‌ها که همان هفته برگزار شده بود گفت:«ساخت موشک عاشورا، با برد ۲٬۰۰۰ کیلومتر، از موفقیت‌ های وزارت دفاع ایران است.» گرچه برد موثر این موشک توسط مصطفی محمد نجار، وزیر دفاع جمهوری اسلامی ایران ۲۰۰۰ تا ۲۱۰۰ کیلومتر اعلام گردید؛ اما بسیاری از رسانه های ایرانی در داخل این کشور و خارج از آن، برد موثر موشک عاشورا را ۲۵۰۰ تا ۳۰۰۰ کیلومتر نیز عنوان کرده‌اند! و آن را موفق‌ترین موشک ساخت ایران تاکنون دانسته‌اند.

### پیامدهای داخلی و بین المللی
چند منبع خبری وابسته به اسرائیل پس از عملیات گسترده هوایی ایران علیه اسرائیل که توسط رسانه های جمهوری اسلامی به وعده‌ صادق تعبیر و عنوان شد، بیان کرده بودند که از این موشک تقریباً به وفور در حمله ایران به اسرائیل استفاده شده بود. ایران تاکنون(۲۳مه۲۰۲۴) از موشکی با برد بیش از ۳۰۰۰ کیلومتر رونمایی نکرده است. اگرچه همین میزان برد موشکی به نوعی خود یک موشک بالستیک قوی و حتی می توان گفت اولین موشک بالستیک قاره پیمای ایرانی محسوب می شود! یک موشک بالستیک قاره پیما طبق تعریف عمومی خود باید حداقل ۵۵۰۰ کیلومتر برد داشته باشد و معمولاً نیز از آن برای حمل کلاهک هسته‌ای استفاده می شود. "اما موشک عاشورا از آن جهت قاره پیما برای ایران توصیف شد که می تواند از مرکز یا غرب ایران(بعنوان مثال با پرتاب از کرمانشاه یا اصفهان) با طی کردن ۳۰۰۰ کیلومتر وارد قاره اروپا شده و تا برلین آلمان که اروپای شمال غربی محسوب می شود برسد!" همچنین با همان نوع پرتاب به راحتی تا عمق قاره آفریقا را طی می کند و فقط به نقاطی مانند شرق یا شمال آسیا، غرب یا جنوب آفریقا، قاره آمریکا، شمالگان و جنوبگان و اروپای غربی دور توان دستیابی ندارد. هر موشک هر چقدر به هر لحاظی پیچیده تر باشد(مثلاً موشک زمین به هوای بالستیک با برد ۶۰۰۰ کیلومتر و توان حمل کلاهک ۱۰۰۰ کیلوگرمی از نوع شلیک کن و فراموش کن!) ساخت آن برای هر کشوری(به خصوص کشورهای در حال توسعه یا با قدرت و بودجه نظامی پایین) هم پرهزینه تر و هم سخت‌تر و زمان بر تر است. اگرچه ساخت موشکی مانند آنچه در بالا ذکر و توصیف گردید تقریباً غیرممکن می باشد!